# Томохіко Уяма
Томохіко Уяма (нар. 1 листопада 1967 ) — японський дослідник Центрально-Азіатського регіону, історик і політолог .
Професор Центру слов'янських євразійських досліджень університету Хоккайдо.
Учасник Форуму Вільних Народів Постросії

## Біографія
- 1986 - закінчив середню школу університету Цукуба
- 1989-1990 - Навчався на історичному факультеті МДУ
- 1991 — закінчив факультет гуманітарних мистецтв коледжу мистецтв і наук Токійського університету
- 1993 - закінчив магістерську програму, Вища школа мистецтв і наук Токійського університету
- 1994-1995 - спеціаліст -дослідник Посольства Японії в Казахстані
- 1995-1996 - Запрошений науковий співробітник, Інститут сходознавства , Казахська академія наук
- 1996 — закінчив докторантуру в Вищій школі мистецтв і наук Токійського університету
- 1996 р. – доцент Центру славістичних досліджень Університету Хоккайдо
- 2006 — професор, Центр славістичних досліджень Університету Хоккайдо (нині Центр слов’янських і євразійських досліджень) [1]
- Травень 2012 — квітень 2014 — директор Слов'янського дослідницького центру Хоккайдського університету (очолював зміну назви на Слов'янський євразійський дослідницький центр 1 квітня 2014) [2]
- 2016 - Президент Японського товариства вивчення Центральної Азії [3]
- 2017 - афілійований член Наукової ради Японії [4]

## Історія нагородження
- 2010 — Отримав нагороду за заохочення регіональних досліджень Daido Life . [5]

## Книги[6]

### Автор
«Історія та сьогодення Центральної Азії» ( Тойо Сьотен, 2000)
Редактор
- «60 розділів для розуміння Центральної Азії» ( Акаші Шотен, 2003)
- Імперія, іслам і політика в Центральній Євразії (Саппоро: Слов'янський дослідницький центр, 2007)
- «Регіональна епістемологія: структура та репрезентація багатоетнічного простору (лекція «Славістика та євразійство 2)» ( Коданша, 2008)
- Asiatic Russia: Imperial Power in Regional and International Contexts (Лондон: Routledge, 2011)
- «Сучасні євразійські імперії та сучасний світ (Серія «Теорія євразійських регіональних великих держав 4)» ( Мінерва Шобо, 2016)
- «Російська революція та Радянський Союз у 5 столітті: революція та етнічність перетинають кордони» ( Іванамі Шотен, 2017)

Співредактор
- «Сучасна теорія Центральної Азії: глибинні шари змінної політики та економіки» (Івасакі Ітіро, Комацу Хісао) (Ніппон Хьоронша, 2004)
- Енциклопедія розуміння Центральної Євразії (Хісао Комацу, Тан Умемура, Томока Обітані, Тору Горікава)(Хейбонша, 2005)
- «Дипломатія Японії в Центральній Азії: регіональна стратегія, яку потрібно перевірити» (Крістофер Рен, Тецуя Хіросе) (Hokkaido University Press, 2009)
- «Євразійський світ 1: Схід і Захід» (Нобуакі Шіокава, Хісао Комацу, Міцуйосі Нумано) (Видавництво Токійського університету, 2012)
- «60 розділів для розуміння Казахстану» (Токо Фудзімото) (Акаші Шотен, 2015)
- «Сучасна Центральна Азія: політика, економіка та суспільство» (Masato Hiwatari)(Nippon Hyoronsha, 2018)

Cпівпереклад книг
«Казахстан (Бунко Куседжу 904)» ( Масаші Суда ) Кетрін Пужол ( Хакусуіша, 2006)

## Виноски
1. ↑  北海道中央ユーラシア研究会 宇山智彦
2. ↑  スラブ・ユーラシア研究センターニュース 2014年春号
3. ↑  日本中央アジア学会会長よりご挨拶
4. ↑  日本学術会議連携会員第24期名簿
5. ↑  大同生命地域研究奨励賞受賞者一覧
6. ↑  北海道大学スラブ・ユーラシア研究センター スタッフ紹介